# St. Johannes Baptist (Oberstdorf)

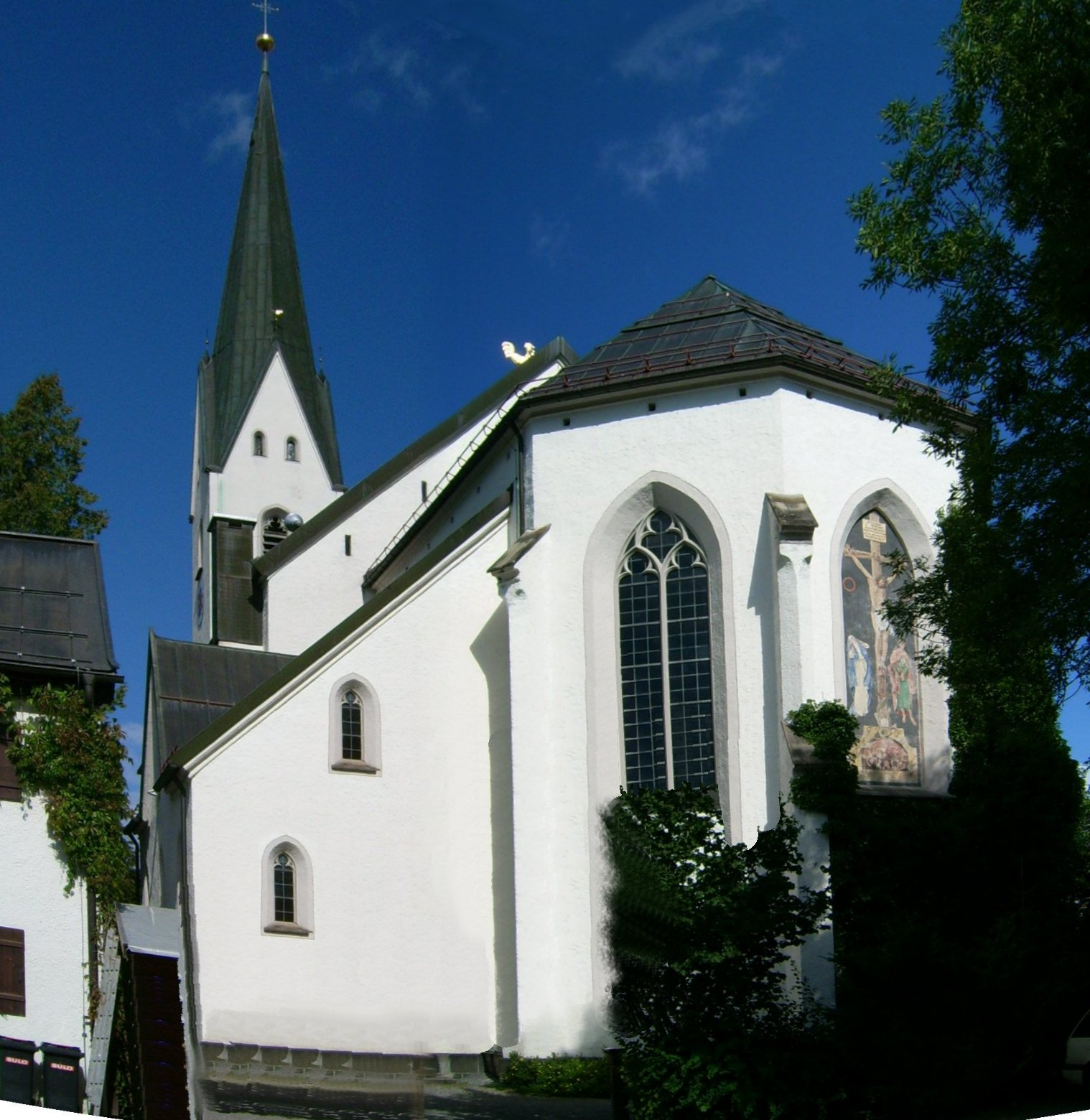
Ansicht der Kirche von Osten

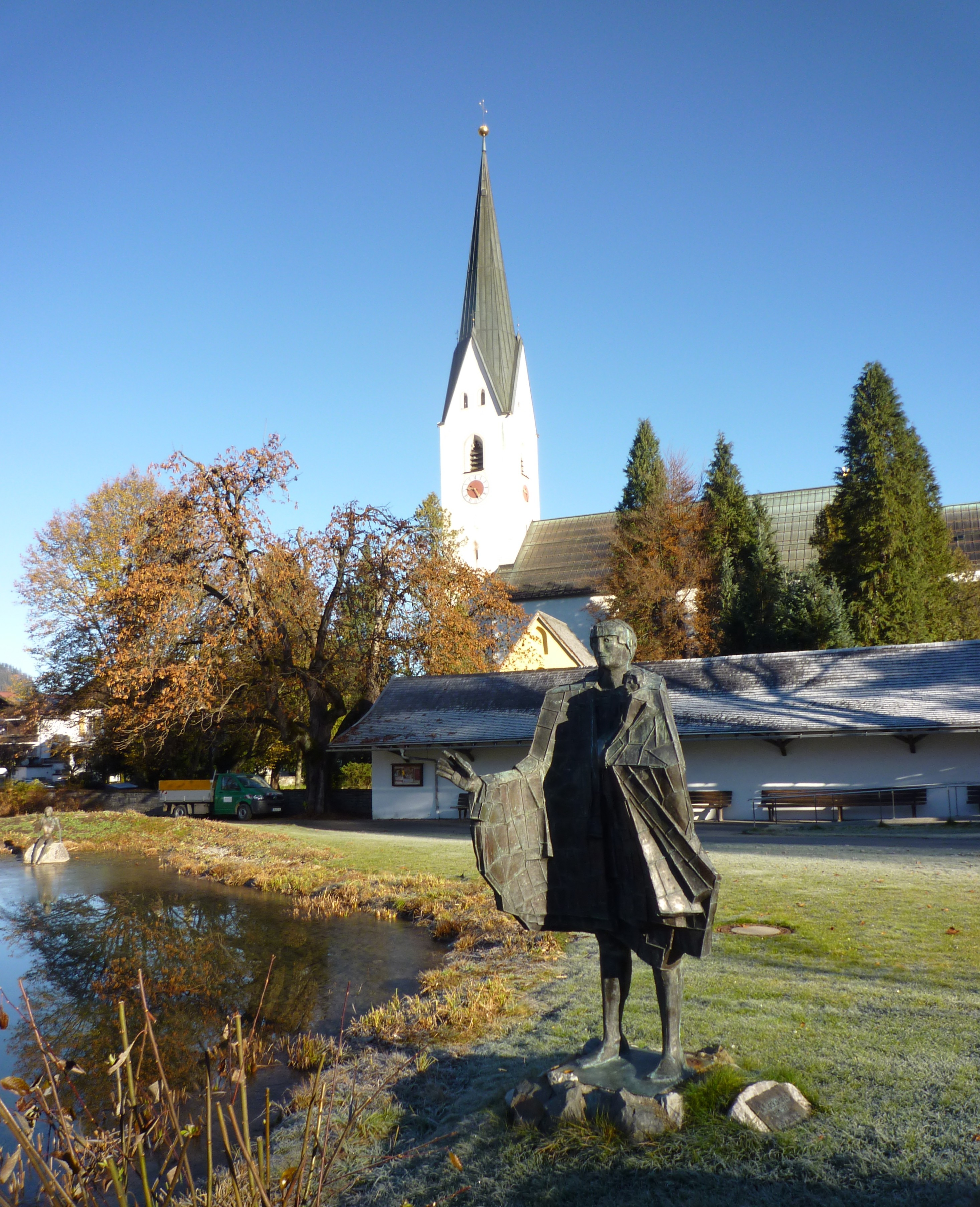
Die Kirche vom Kurpark aus gesehen. Im Mittelgrund die Rückseite des „Ablass-Kreuzwegs“

St. Johannes Baptist bzw. St. Johannes der Täufer ist die römisch-katholische Pfarrkirche der Marktgemeinde Oberstdorf. Nachdem die Saalkirche im Jahre 1865 durch einen Brand größtenteils zerstört worden war, wurde sie bis 1872 im neugotischen Stil wiederaufgebaut. Auch die Ausstattung ist von der Neugotik geprägt.

## Geschichte
Einer Chronik zufolge soll in Oberstdorf bereits 991 eine Kirche bestanden haben. Andere Quellen berichten, dass die romanische Kirche im Februar 1141 vom Augsburger Bischof Walther I. geweiht worden sei. Patrone waren die Gottesmutter, Johannes der Täufer und Johannes der Evangelist.
Bis 1419 wurde die Kirche im Stil der Gotik neu errichtet. Seither ist sie auch der hl. Agnes von Rom geweiht. Ab 1644 wurde die Kirche barockisiert. Dabei erhielt sie einen marmornen Fußboden und neue Ausstattungsstücke. 1715 wurde die Decke des Kirchenschiffs verputzt, 1764 eine neue, zweigeschossige Empore eingezogen.
1865 fielen weite Teile des Ortes einem Brand zum Opfer. Dabei wurde auch die Kirche bis auf die Außenmauern und den Kirchturm zerstört. Im folgenden Jahr wurde mit dem Wiederaufbau nach Plänen des Freiherrn Georg von Stengel im Stil der Neugotik begonnen, der vom bayrischen Staat finanziert wurde. In den neuen Bau integrierte man den alten Kirchturm und die noch stehenden Außenmauern des alten Kirchenschiffs. Letztere wurden erhöht und um ein weiteres Joch nach Osten verlängert. Daran fügte man den neuen Chor mit polygonalem Abschluss an. Diese Arbeiten übernahmen die Hindelanger Josef Blanz (Zimmermeister) und Johann Baptist Kaufmann (Maurermeister). Die Kirche wurde schließlich 1872 durch den Augsburger Bischof Pankratius von Dinkel neu geweiht.

## Ausstattung

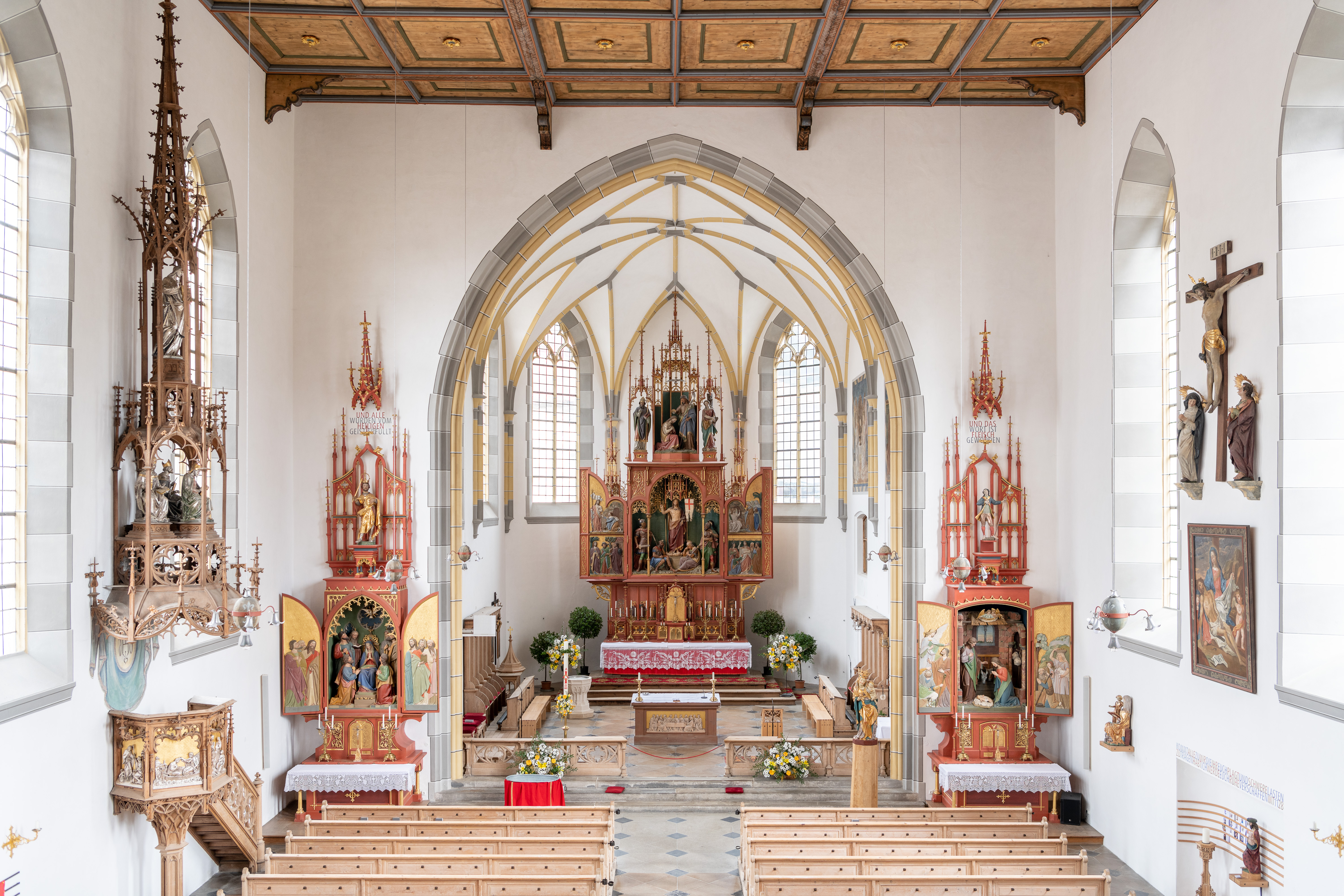
Blick in Kirchenschiff und Chor von der Orgelempore

Die wertvolle barocke Ausstattung ging mit dem Brand 1865 zum Großteil verloren. Mit dem Neubau kam eine neugotische Ausstattung in die Kirche, die durch Spenden finanziert wurde und die durch historische Figuren und Gemälde ergänzt wird, die den Brand überstanden oder erst später in die Kirche kamen.

### Chorraum

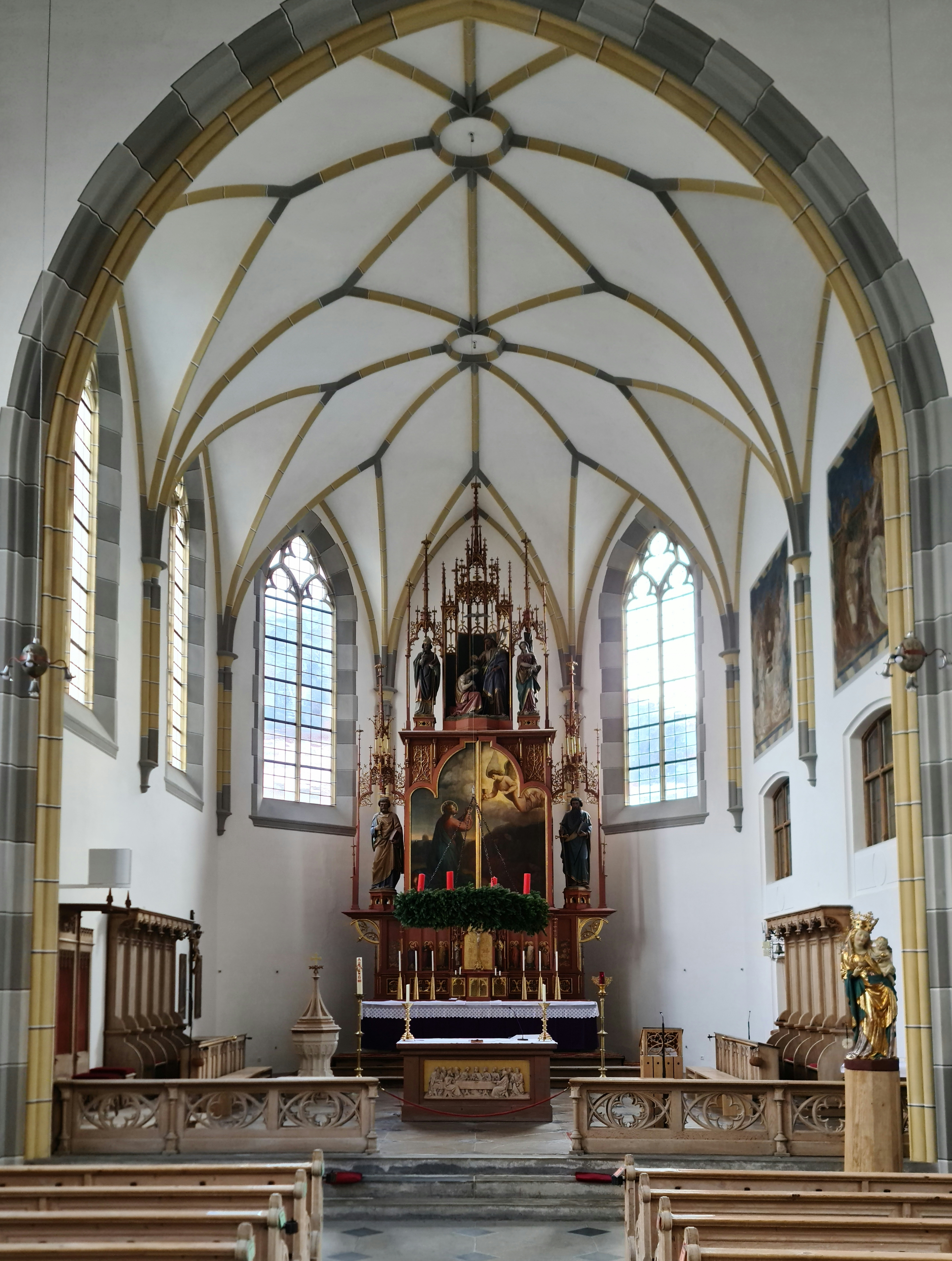
Chorraum mit geschlossenem Hochaltar in der Adventszeit

Der Hochaltar wurde in der Form eines Flügelaltars geschaffen. Das Gesprenge zeigt die Patrone des Bistums Augsburg, die hll. Ulrich und Afra. Zwischen ihnen ist Jesu Taufe im Jordan durch Johannes den Täufer dargestellt. Sind die Flügel des Altars geöffnet, ist im Schrein die Auferstehung Christi zu sehen; der segnende Jesus mit Siegesfahne wird durch Wolken aus der Grabtumba gehoben. Daneben stehen bzw. sitzen vier Wächter in römischer Uniform, die entweder schlafen oder erschrocken aufblicken. Die Innenseiten der Flügel zeigen in Flachreliefs weitere Szenen der Ostergeschichte: Die Frauen am leeren Grab (oben rechts), Maria Magdalena begegnet dem Auferstandenen (oben links), der Auferstandene begegnet zwei Jüngern auf dem Weg nach Emmaus (unten links) und der hl. Thomas greift in die Seitenwunde Jesu (unten rechts). Sind die Flügel geschlossen (wie in der Advents- und Fastenzeit), ist ein Bild von Jesu Gebet in Gethsemane zu sehen (gemalt von Johann von Schraudolph). Neben diesem stehen links und rechts als Schreinwächter die Apostelfürsten Petrus und Paulus. Die Predella des Altares beherbergt den Tabernakel, welcher zwischen gemalten Darstellungen der zwölf Apostel steht.
Der steinerne Altartisch selbst beherbergt ein heiliges Grab, das durch ein Holzrelief, welches das letzte Abendmahl darstellt, verschlossen werden konnte; es ist heute durch Antependien verhangen. Das Relief ziert nun den hölzernen Volksaltar.
Zur weiteren Ausstattung des Chorraums gehört der mit gotischem Maßwerk verzierte Taufstein.
Die Wandbilder von 1899 an der rechten Chorwand zeigen die Rosenkranzverleihung an den hl. Dominikus durch Maria mit dem Jesuskind und die Verehrung eines geöffneten Tabernakels durch zwei Engel. Sie erinnern an die Rosenkranzbruderschaft und die Bruderschaft des hochwürdigsten Gutes.
Seit jüngerer Zeit ist vor der Chorschranke die wertvolle Figur der schönen Oberstdorferin aufgestellt – eine Madonna, die um 1430 in Ulm im sogenannten weichen Stil entstand. Zuvor befand sie sich im Gesprenge des rechten Seitenaltares.

### Kirchenschiff
An der Ostwand des Kirchenschiffs stehen links und rechts die beiden Seitenaltäre, die in ähnlicher Weise wie der Hochaltar geschaffen wurden. Der rechte Altar zeigt bei geöffneten Flügeln die Anbetung des Jesuskindes durch Maria und Josef in krippenähnlicher Szenerie. Diese Darstellung wird auf der Innenseite des rechten Innenflügels durch das Flachrelief der Anbetung der Hirten und Bauern fortgeführt. Die Innenseite des linken Flügels zeigt die Verkündigung an die Hirten. Sind die Flügel geschlossen, ist die Verkündigung an Maria durch den Erzengel Gabriel zu sehen, welche zu beiden Seiten durch zwei Engel gerahmt wird. Das Gesprenge des Altares zierte ursprünglich die Figur der „schönen Oberstdorferin“, welche nun vor der Chorschranke aufgestellt ist. Seither befindet sich im Gesprenge eine Skulptur des Viehpatrons Wendelin aus dem 18. Jahrhundert.
Der gegenüberliegende Altar zeigt im geöffneten Zustand das Pfingstwunder: Maria und die Apostel werden vom Heiligen Geist empfangen, was durch feurige Zungen über ihren Häupter und die Heiliggeisttaube symbolisiert wird. Sind die Flügel geschlossen, ist das Bild des zwölfjährigen Jesus im Tempel zu sehen, der mit Gelehrten diskutiert. Im Gesprenge dieses Altars steht eine Figur des hl. Kaisers Heinrich.
Die Kanzel aus Eichenholz ist mit gotischen Fialen und Maßwerk verziert. Die Figuren und Reliefs sind durch Blattmetall hervorgehoben. Der Kanzelkorb zeigt Szenen des Neuen Testaments: Jesus übergibt Petrus den Hirtenstab, Jesus und Petrus auf dem See Genezareth, die Bergpredigt und das Gleichnis vom vierfachen Ackerfeld. Der hoch aufragende Schalldeckel ist in zwei Geschosse geteilt. Im unteren sind die vier Kirchenväter dargestellt, das obere zeigt Jesus als Lehrer.
Zur weiteren Ausstattung im Kirchenschiff gehören mehrere Skulpturen und Gemälde. Vor dem rechten Seitenaltar befindet sich eine Figur der Anna Selbdritt aus der Zeit von 1340. Sie stand vorher in einem Bildstock im Trettachtal und wurde vermutlich von einem Künstler aus dem Umfeld des Heinrich von Konstanz geschaffen. Weitere Skulpturen im Kirchenraum stellen die hll. Stephanus (spätes 15. Jahrhundert), Nikolaus von Myra (15. Jahrhundert), Leonhard (16. Jahrhundert) und Magnus (18. Jahrhundert) dar. Unter der Orgelempore ist ferner eine Skulptur des Geißelheilands aufgestellt.
Dort hängt auch das Bild der Anbetung durch die Hirten von Anton Raphael Mengs von 1751, das 1954 von der Gemeinde angekauft wurde.
Die großformatigen Kreuzwegbilder stammen bereits aus dem 16. Jahrhundert und wurden von Johann Baptist Herz nach niederländischen Vorlagen angefertigt.

„Schöne Oberstdorferin“: Skulptur der Muttergottes mit Kind, um 1430
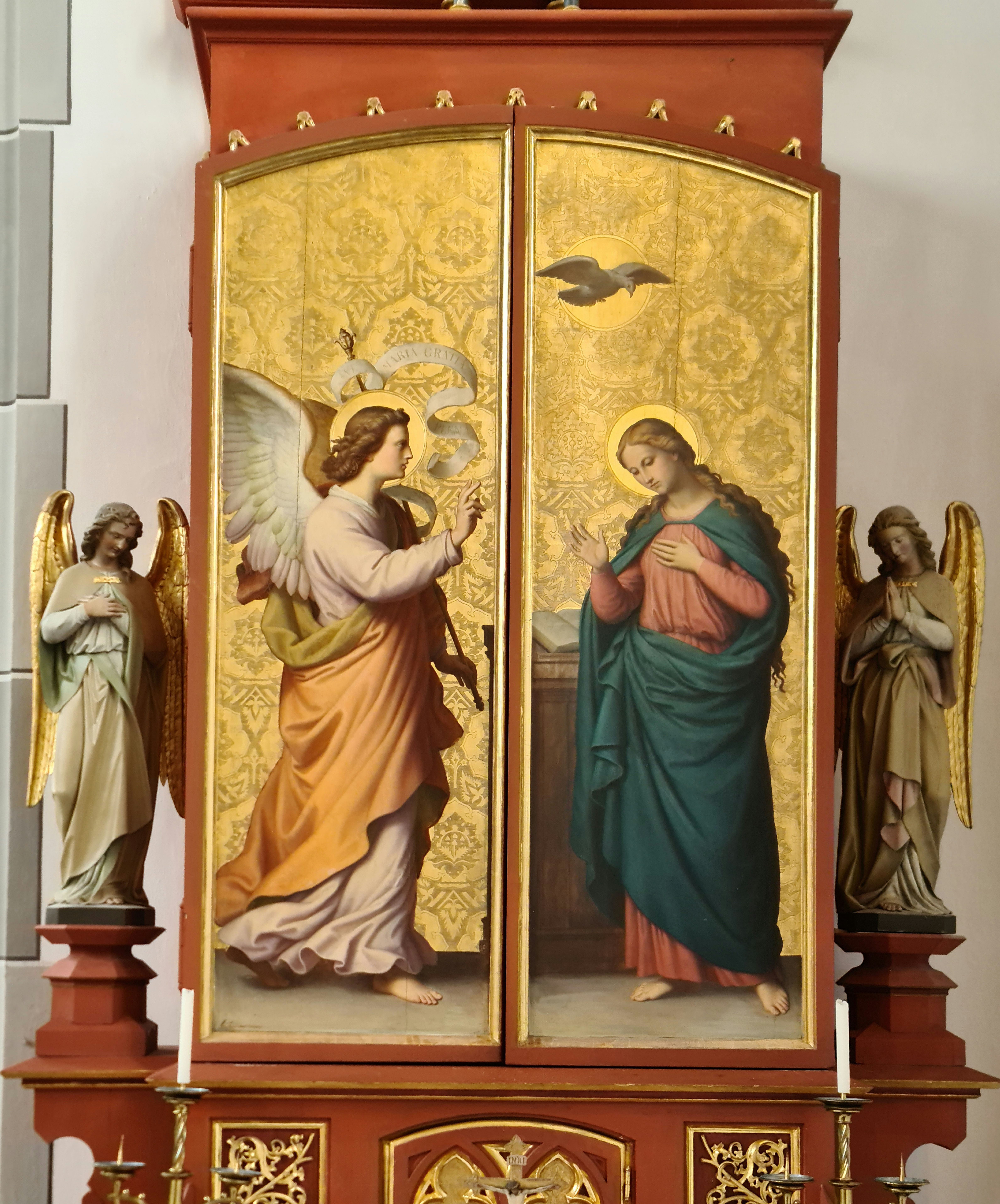
Altarflügel des rechten Seitenaltares im geschlossenen Zustand
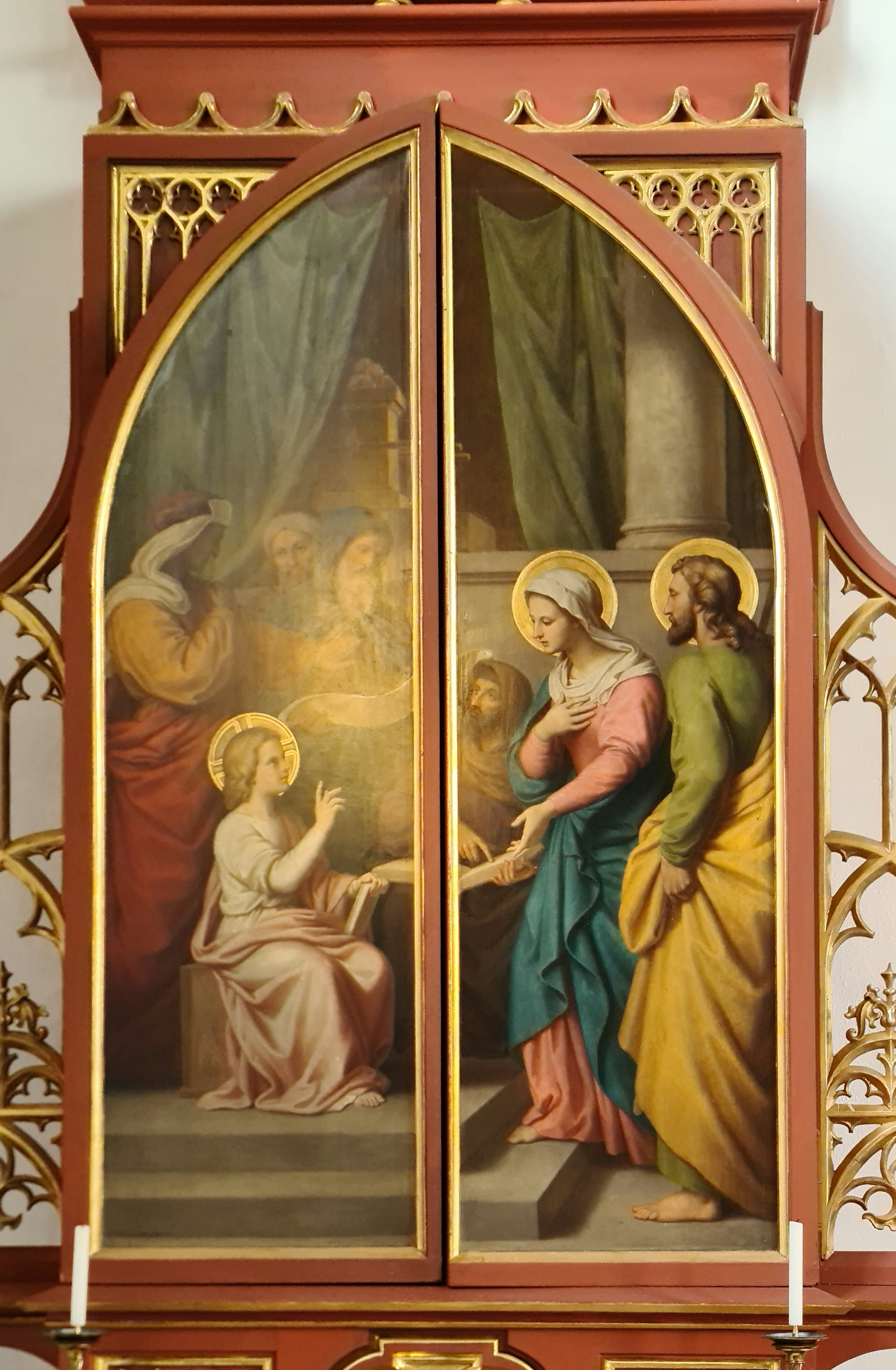
Altarflügel des linken Seitenaltares im geschlossenen Zustand
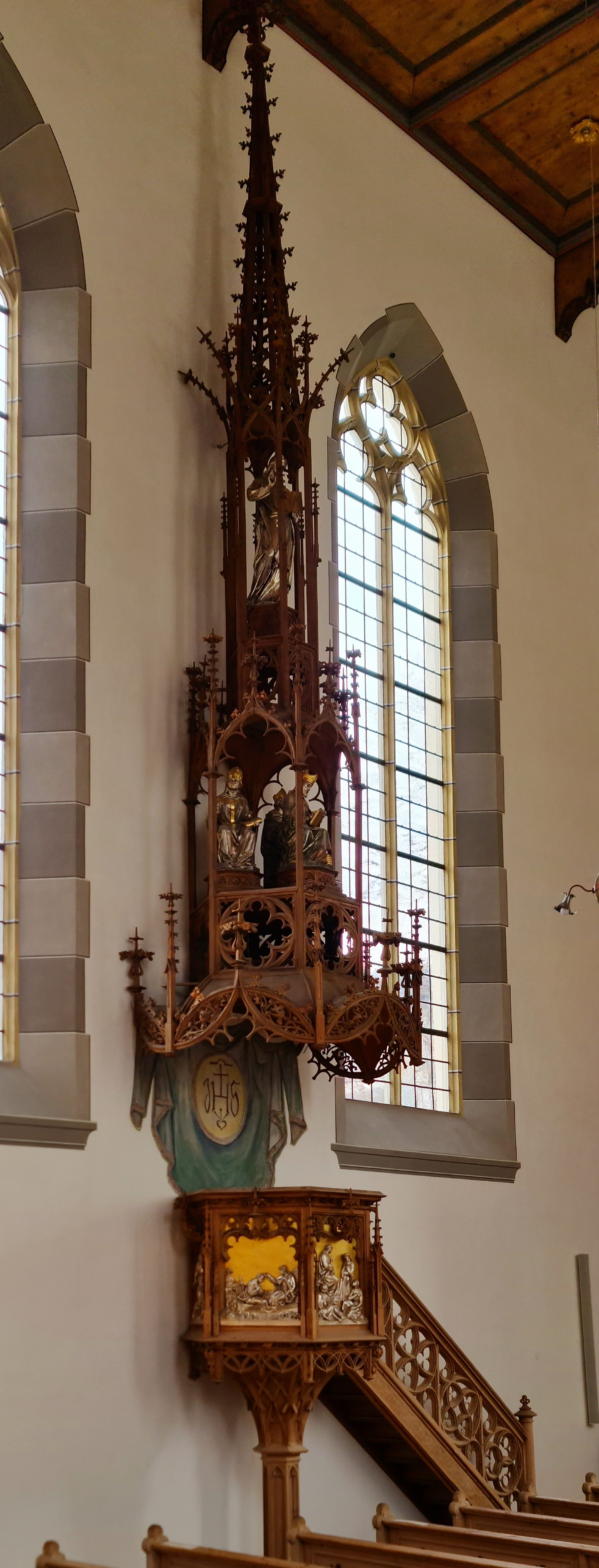
Kanzel
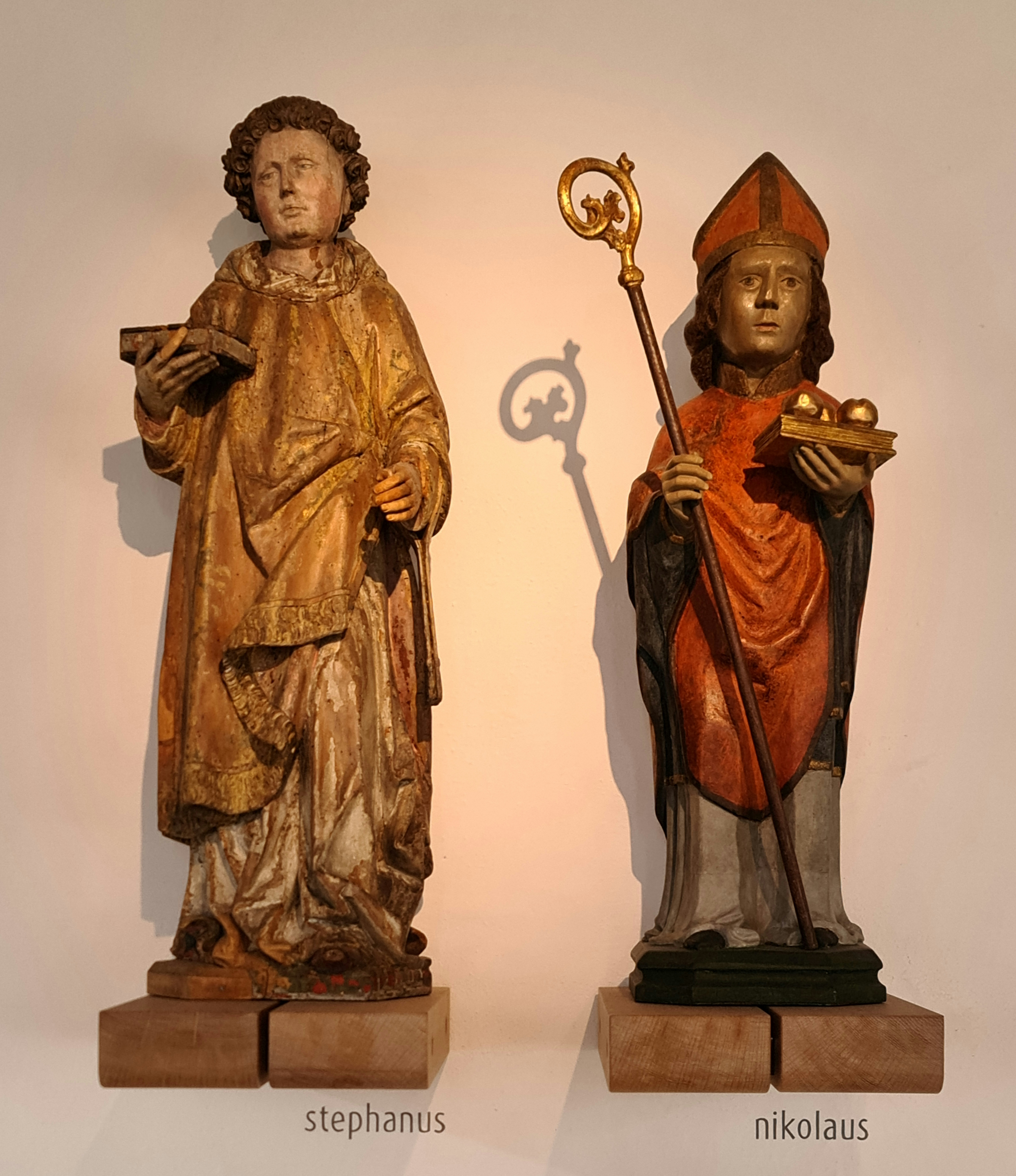
Skulpturen der hll. Stephanus und Nikolaus
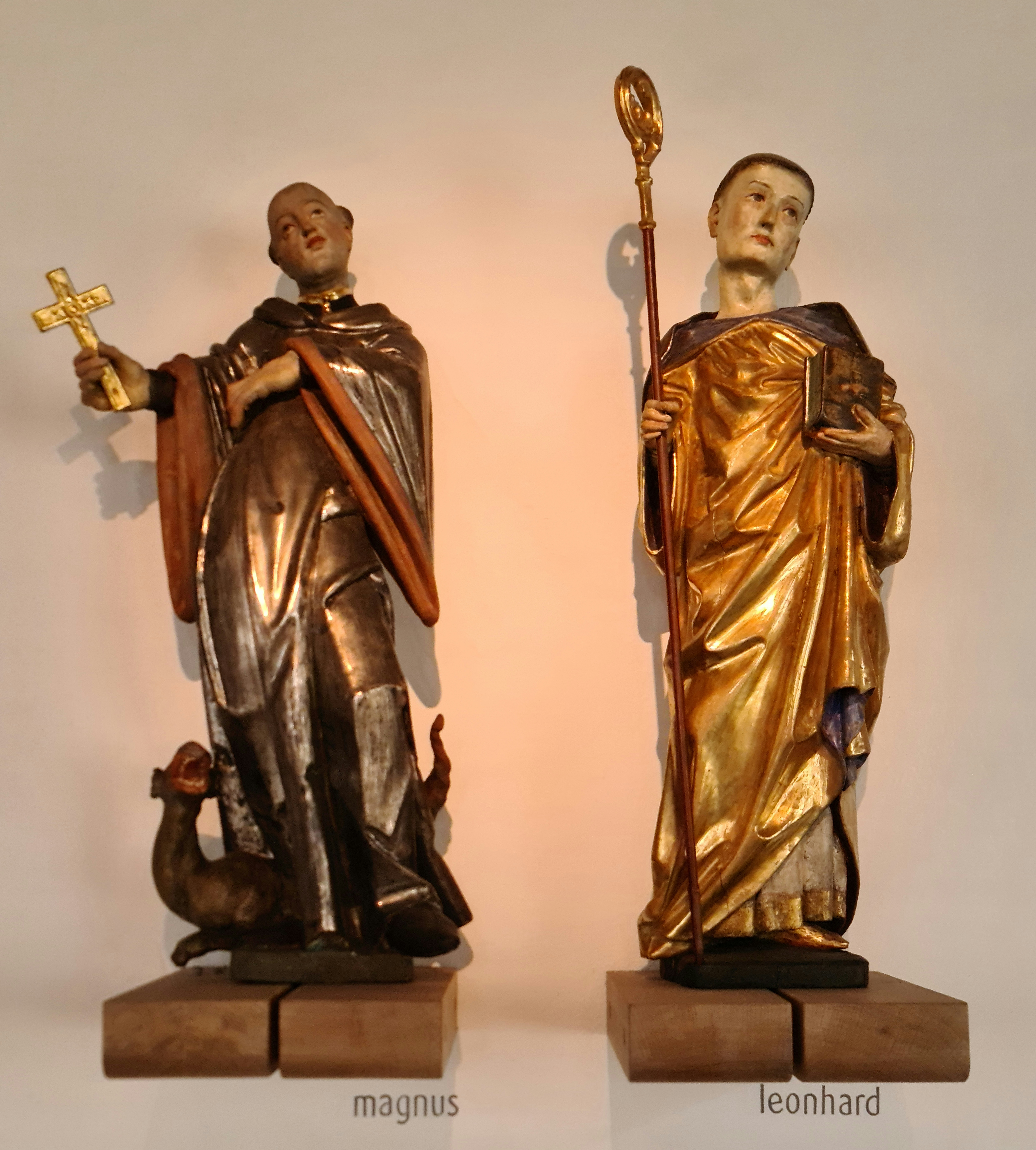
Skulpturen der hll. Magnus und Leonhard
Skulptur des Geißelheilands unter der Orgelempore
Anbetung der Hirten von Anton Raphael Mengs

### Orgel

Langhaus gen Westen mit Emporen und Orgel

Ein 1745 von Balthasar Freiwiß, Aitrang, aufgestelltes Werk ist beim Oberstdorfer Feuer 1865 verbrannt. Für die neu erbaute Kirche erstellte der Augsburger Orgelbauer Joseph Bohl ein 22-stimmiges Werk mit zwei Manualen und Pedal.
Die heutige Orgel von Josef Zeilhuber sen. stellt wie ihre im ähnlichen Zeitraum erbauten Schwesterinstrumente in Lindenberg St. Peter und Paul (III/52), Bad Hindelang St. Johann (III/52) oder Kempten St. Lorenz (III/65) ein Zeugnis der europäischen Orgelgeschichte dar: Sie ist konzipiert als Synthese zwischen Spätromantik, Elsässischer Orgelreform und orgelbewegtem Neobarock. Neben zahlreichen Möglichkeiten der dynamischen Abstufung besitzt sie charakteristisch differenzierte Einzelfarben und einen satten warmen Klang.
Das Werk entstand 1934 mit pneumatischen Kegelladen und erhielt 1936 ein elektrisch gesteuertes schwellbares Fernwerk, das hinter dem Hochaltar Platz fand. Die Zeilhuber-Orgel hat folgende Disposition:
| I Hauptwerk C–g3 |        |
| Bordun           | 16′    |
| Principal        | 8′     |
| Gedeckt          | 8′     |
| Gemshorn         | 8′     |
| Dolce            | 8′     |
| Quinte           | 5 1⁄3′ |
| Octave           | 4′     |
| Rohrflöte        | 4′     |
| Rauschpfeife     | 2 ⁄3′  |
| Superoctave      | 2′     |
| Mixtur           | 1 ⁄3′  |
| Basson           | 16′    |
| Trompete         | 8′     |

| I Fernwerk C–g3 |       |
| Gedeckt         | 8′    |
| Bärpfeife       | 8′    |
| Alphorn         | 4′    |
| Aeolsharfe      | 4′    |
| Flautino        | 2′    |
| Mixtur          | 1 ⁄3′ |
| Tremulant       |       |

| II Schwellwerk C–g3 |       |
| Gedeckt             | 16′   |
| Flötenprincipal     | 8′    |
| Keraulophon         | 8′    |
| Quintatön           | 8′    |
| Unda maris          | 8′    |
| Zartflöte           | 8′    |
| Principal           | 4′    |
| Kleingedeckt        | 4′    |
| Cornettino          | 2 ⁄3′ |
| Piccolo             | 2′    |
| Sesquialter II      |       |
| Cimbel              | 1′    |
| Klarinette          | 8′    |
| Clairon             | 4′    |
| Tremulant           |       |

| III Schwellwerk C–g3 |       |
| Gedeckt              | 8′    |
| Flöte                | 8′    |
| Salicional           | 8′    |
| Vox céleste          | 8′    |
| Principal            | 4′    |
| Traversflöte         | 4′    |
| Quinte               | 2 ⁄3′ |
| Flachflöte           | 2′    |
| Larigot              | 1 ⁄3′ |
| Nachthorn            | 1′    |
| Mixtur               | 2′    |
| Rankett              | 16′   |
| Horn                 | 8′    |
| Vox humana           | 8′    |
| Rohrschalmey         | 4′    |
| Tremulant            |       |

| Pedal C–f1    |         |            |
| Principalbass | 16′     |            |
| Contrabass    | 16′     |            |
| Subbass       | 16′     |            |
| Zartbass      | 16′     | aus HW     |
| Quintbass     | 10 2⁄3′ |            |
| Octavbass     | 8′      |            |
| Gedecktbass   | 8′      | aus HW     |
| Gemshornbass  | 8′      | aus HW     |
| Principalbass | 4′      | aus HW     |
| Bassflöte     | 4′      |            |
| Mixturbass    | 2 ⁄3′   | aus HW     |
| Posaune       | 16′     |            |
| Bassonbass    | 16′     | aus HW     |
| Rankettbass   | 16′     | aus SW III |
| Trompetenbass | 8′      | aus HW     |
| Claironbass   | 4′      | aus SW II  |

- Koppeln: II/I, III/I, III/II, I/P, II/P, III/P
- Spielhilfen: Zwei freie Kombinationen, Einzelabsteller für die Zungenregister, Auslöser, Tutti, Walze ab, Mixturen ab, Automatisches Pianopedal an, Fernwerk an, I. Manual ab, Koppeln zu Walze, Schwelltritte für Registercrescendo, II. Manual, III. Manual und Fernwerk

### Außenbereich
Die Außenseite der Kirchentüren wurde von 1972 bis 1974 mit in Kupfer getriebenen Reliefs von Willi Veit verblendet. Das zugemauerte zentrale Fenster des Chorhauptes zeigt seit 1962 eine Kreuzigungsszene von Lothar Schwink. Vor der Westseite der Kirche steht eine Figur des hl. Johannes Nepomuk.

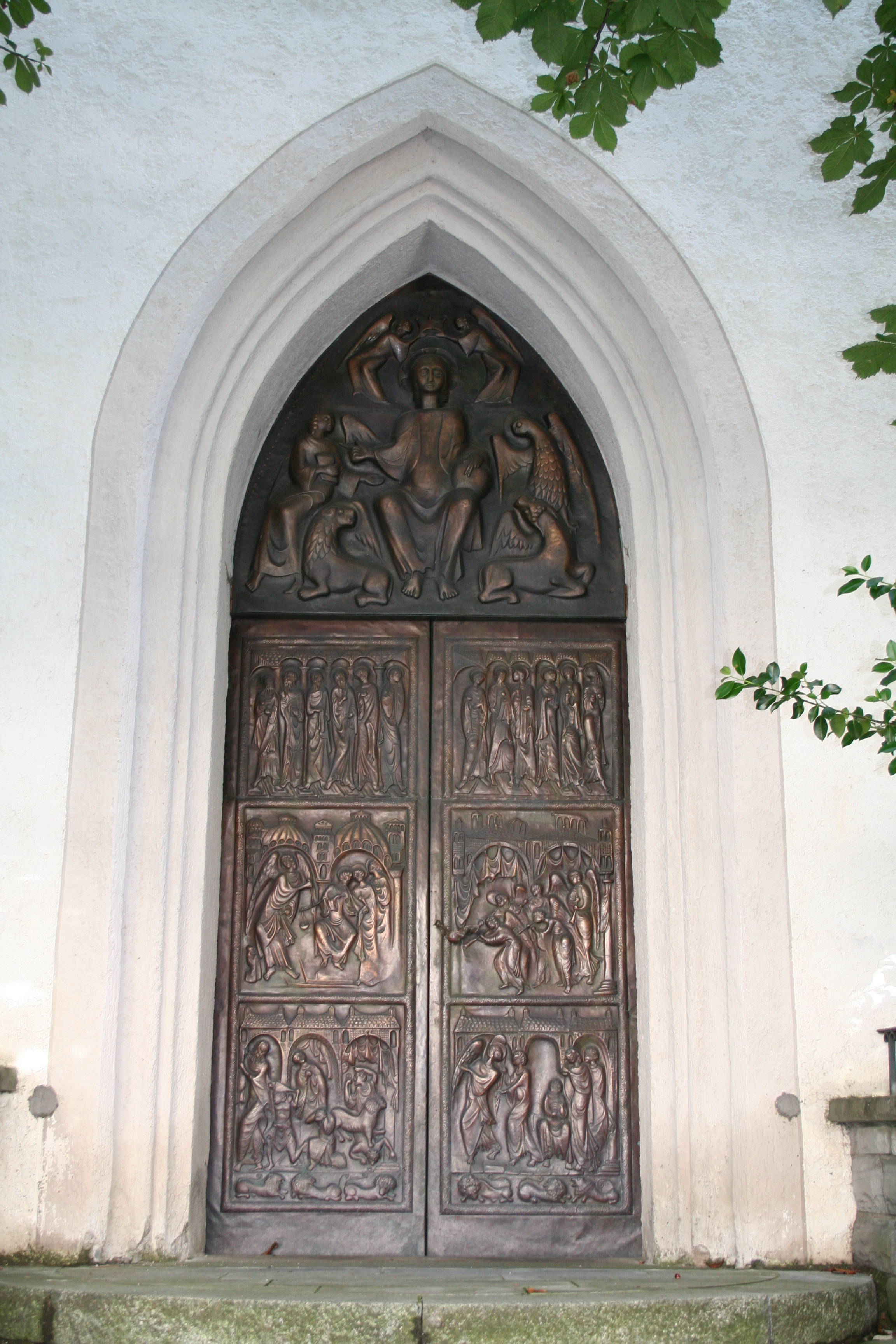
Ansicht des Nordportals mit Reliefs von Willi Veit
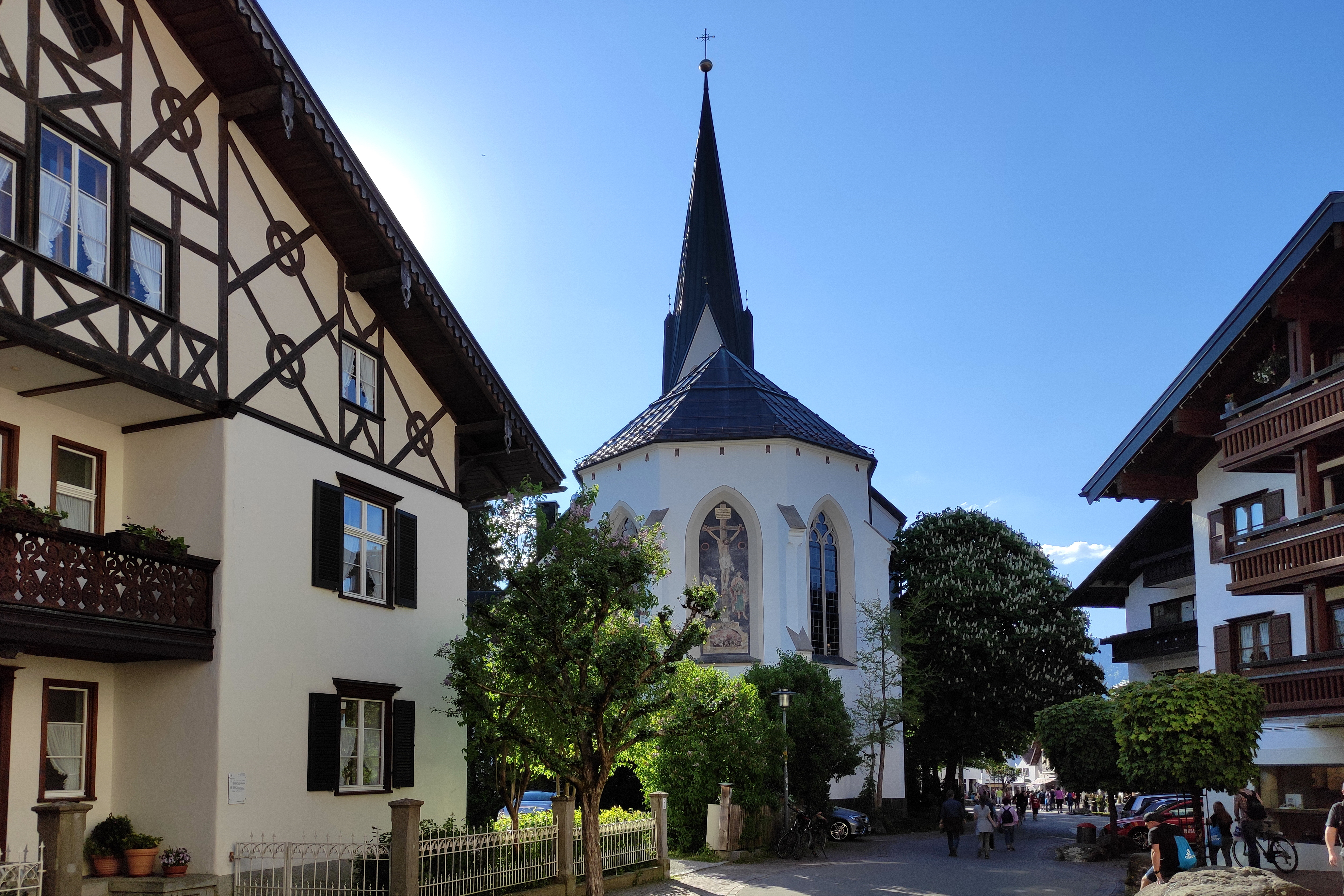
Ansicht der Pfarrkirche von Osten

## Friedhof
Seit 1951 wird auf dem Friedhof an der Kirche nicht mehr beerdigt. An seinem südlichen Ende steht der „Ablass-Kreuzweg“, eine Art Bogengang, in dem 14 Gemälde hängen, die Szenen aus der Passion Christi zeigen.

### Seelenkapelle

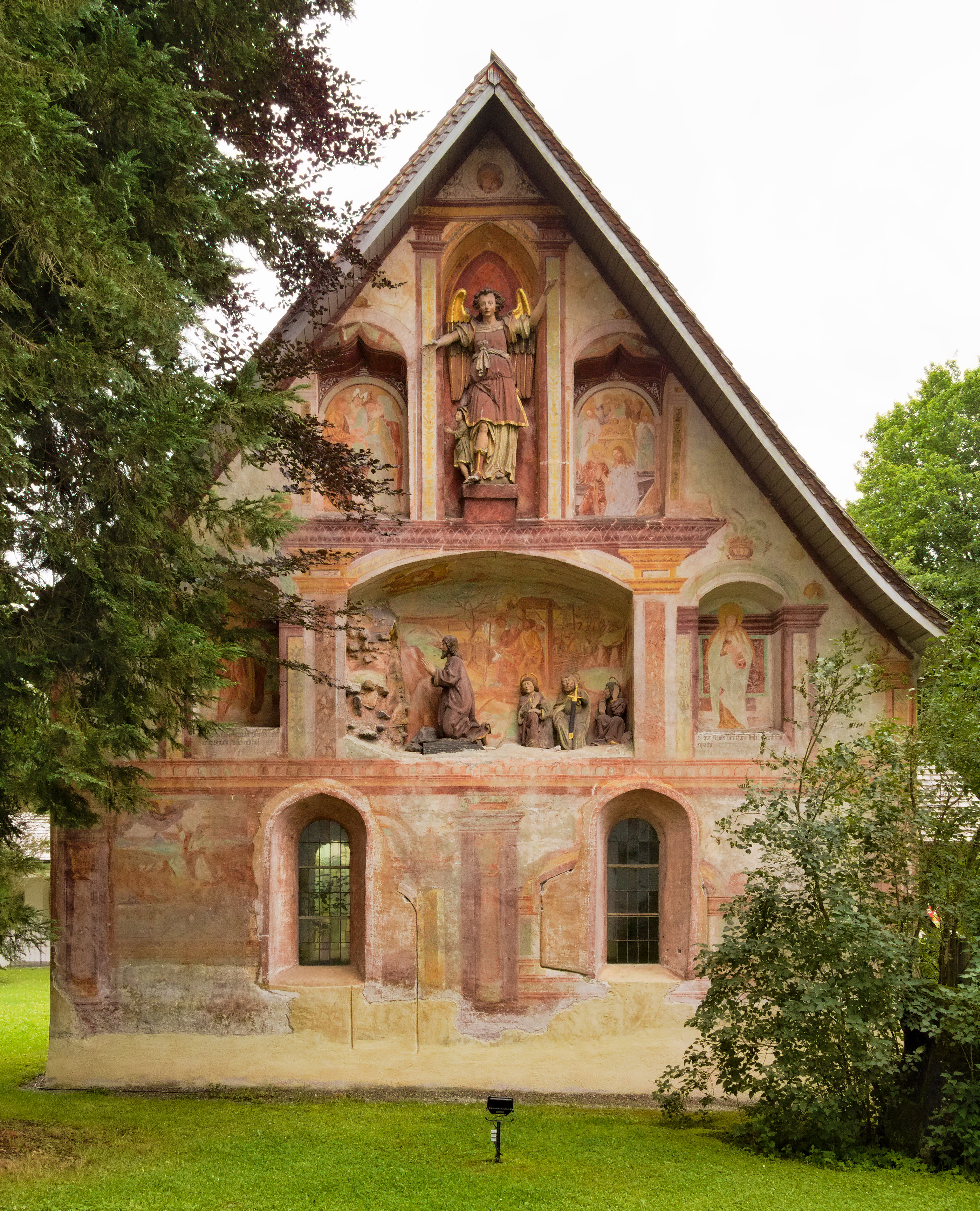
Nordseite der Seelenkapelle

In der Mitte des Friedhofs steht die frühneuzeitliche Seelenkapelle. In ihrem Inneren ist eine Pietà von Minnie Goossens und Johanna Biehler aufgestellt, die zusammen mit den am Eingang stehenden Soldatenfiguren von Bernhard Bleeker an die Opfer der Weltkriege erinnern soll. Die Nischen der Nordwand der Kapelle wurden in der Renaissance mit Wandmalereien und Holzfiguren gestaltet.
Im unteren Bereich ist Jesu Gebet im Ölgarten dargestellt, im Hintergrund der Verrat Jesu durch Judas. Diese Nische wird von Darstellungen der Kirchenpatrone Johannes d. T. und Agnes gerahmt. Darüber steht eine Überlebensgroße Figur des hl. Erzengels Michael, unter dessen Gewand sich eine betende menschliche Seele befindet. Das Fresko links der Figur zeigt die Übergabe des Geldes an Judas durch den Hohepriester, rechts ist das letzte Abendmahl dargestellt.